# Przebierańce
Przebierańce – zwyczaj ludowy rozpowszechniony na ziemi piotrkowskiej, a przede wszystkim na terenie gminy Wola Krzysztoporska. Zwyczaj pokrywający się z ostatkami, polegający na przebieraniu się okolicznych mieszkańców i wzajemnym odwiedzaniu oraz tańczeniu i śpiewaniu w zaprzyjaźnionych i zupełnie obcych domostwach. 
Zespół przebierańców w zamian za odśpiewanie i odtańczenie kilku ludowych przyśpiewek otrzymuje w każdym domu drobną kwotę pieniężną – zwykle nieprzekraczającą kilku złotych – oraz jajka będące symbolem zbliżającej się Wielkanocy, z których wieczorem gospodyni przyrządza jajecznicę. Dawniej jajecznica stanowiła razem z zabawą w remizie aż do północy główną atrakcję dla wszystkich mieszkańców wsi.

## Skład
Grupy przebierańców liczą zwykle od kilku do kilkunastu lub nawet dwudziestu osób. Wszyscy są przebrani w różnorakie stroje. W każdej z grup przebierańców są w miarę możliwości:
- diabeł – osoba ubrana cała na czarno, z ogonem i widłami oraz pastą do butów służącą do smarowania osób niechętnych przyjęciu przebierańców
- śmierć – osoba przebrana na biało, najczęściej w prześcieradło
- Cygan z Cyganką – jako para
- para młoda – ubrani w typowy strój weselny czyli garnitur i suknię ślubną

Ponadto w niektórych grupach przebierańców mogą się pojawiać:
- Żyd
- lekarz
- kominiarz
- miś
- jeźdźcy na koniach
- chłopi z batami

## Muzyka
Każdy zespół śpiewa charakterystyczne dla końca karnawału przyśpiewki ludowe. W większych zespołach pojawiają się także akordeoniści i skrzypkowie. Grają oni zazwyczaj skocznego oberka. 

### Przyśpiewki
Oto jedne z częstszych przyśpiewek towarzyszących pochodowi:
Przyszliśmy tu na ostatki,

Ni ma ojca ani matki.

Ojciec chory matka chora,

Dejta ludzie na doktora

Przyszliśmy tu na ostatki.
Nie ma ojca ani matki.
Żeby ojciec z matką żyli,
To by pączków nasmażyli.
Dajcie pączka na widelec,
Bo już jutro jest popielec.

A tym to Kuba to taki dłuba,

połapoł baby zaprzung do pługa.

Hopsia Jagula, cosnek, cebula

połapoł baby zaprzung do pługa.

A i od pługa zaprzung do bruny

i baby ciungły we wszystkie struny.

Hopsa Jagula, cosnek, cebula

i baby ciungły we wszystkie struny...

A i od bruny zaprzung od radła,

ta jedna baba mu się układła.

Hopsa Jagula, cosnek, cebula

ta jedna baba mu się układła.